# Polonnâruvâ
Polonnâruvâ, (en singhalais : පොළොන්නරුව ; en tamoul : பொலன்னறுவை), est une ville du district de Polonnaruwa dans la Province du Centre-Nord du Sri Lanka.
Elle est l'un des sites du « triangle culturel » et l'une des anciennes capitales du Sri Lanka, dans le Royaume de Polonnaruwa.

## Histoire

### Royaume de Polonnaruwa
Après l'invasion des Chola dans le Royaume d'Anuradhapura, le roi Vijayabahu I déplace la capitale à Polonnurawa pour fonder le Royaume de Polonnaruwa. Malheureusement, dès sa mort, le royaume se divise en trois royaumes régionaux, le Rajarata, le Royaume de Dakkinadesa, et la principauté de Ruhuna.
Entre 1153 et 1186 le roi Parakramabahu I réunifie les trois royaumes régionaux, devenant l'un des derniers monarques de l'histoire du Sri Lanka à le faire.

## Tourisme

### Le Site
Le site de Polonnâruvâ s'étend sur environ 122 hectares et présente de nombreux monuments encore bien conservés. De manière générale, le style architectural y est marqué par l'influence hindoue. la majorité des monuments sont à vocation religieuse mais il reste également des vestiges de monuments temporels comme la chambre du conseil royal. Le site même est divisé en plusieurs sous-sites.

### Gal Vihariya

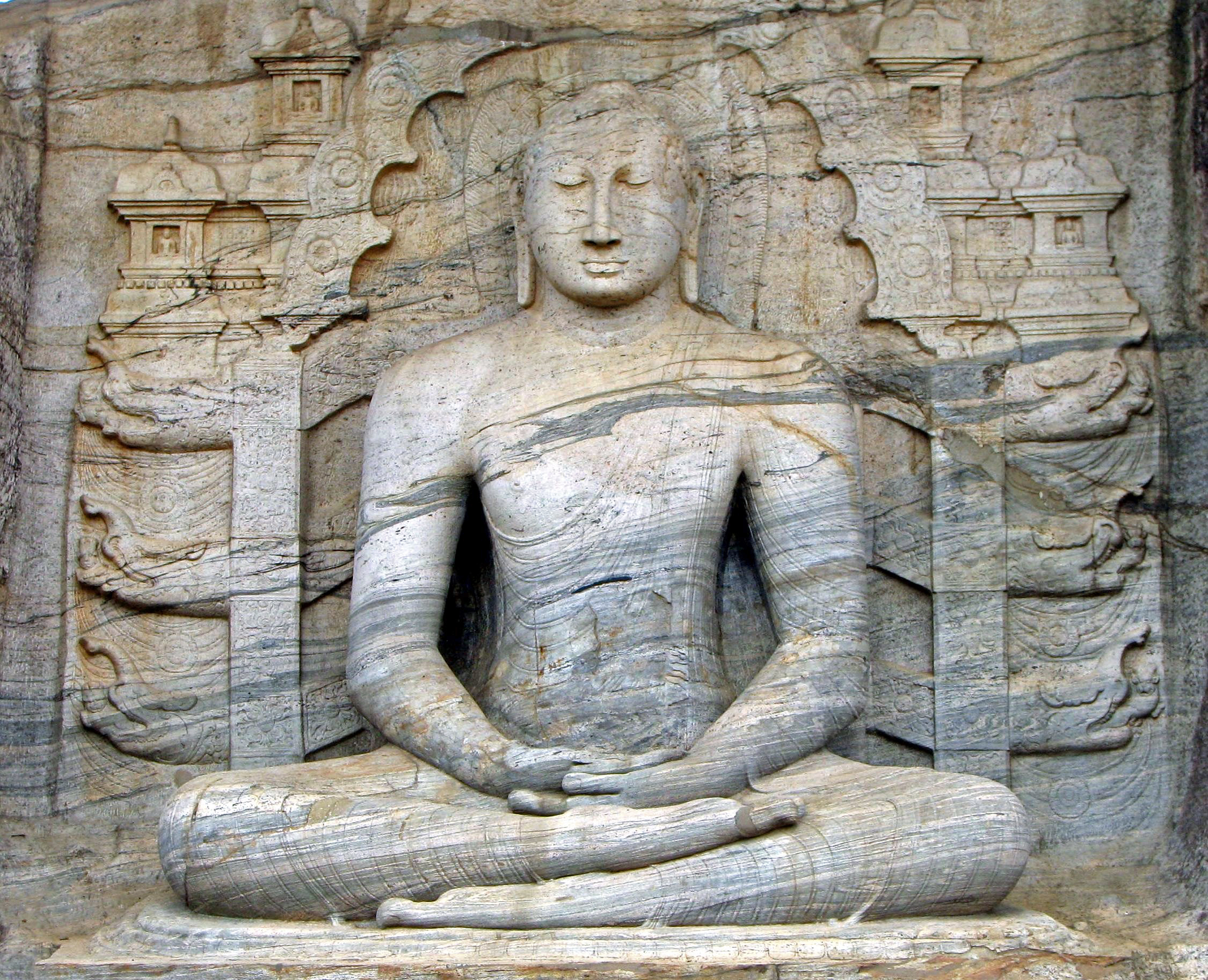
Un des bouddhas du Gal Vihara.

Le Gal Vihariya fait la célébrité de Polonnâruvâ. Il s'agit de trois grands bouddhas sculptés dans une paroi rocheuse. Le premier se présente assis en méditation, le deuxième debout les bras repliés sur la poitrine, posture synonyme de son illumination, et enfin le troisième couché. Le grand Bouddha gisant, parvenu au nirvāna, passe pour être à la fois la plus parfaite et la plus mystérieuse des statues du passé de Sri Lanka. Elle a été mise au jour il y a cent ans dans le site archéologique. Long de 15 mètres, le Bouddha est sculpté à même le roc.